# Küblis
Küblis est une commune suisse du canton des Grisons, située dans la région de Prättigau/Davos et la vallée du Prättigau.

Vue aérienne (1954).

## Personnalités liées à la commune
- Nina Caprez (1986-), grimpeuse et championne d'escalade, y est née.
- Marc Wieser (1987-), joueur de hockey du HC Bienne, y est né.